# دارنل جکسون
دارنل جکسون (انگلیسی: Darnell Jackson؛ زادهٔ ۷ نوامبر ۱۹۸۵) بازیکن بسکتبال اهل ایالات متحده آمریکا است.
از باشگاه‌هایی که در آن بازی کرده‌است می‌توان به کلیولند کاوالیرز، میلواکی باکس، و ساکرامنتو کینگز اشاره کرد.